# 2009년 세계 유도 선수권 대회
2009년 세계 유도 선수권 대회(네덜란드어: Wereldkampioenschappen judo 2009)는 국제 유도 연맹(IJF) 주관으로 2009년 8월 26일에서 30일까지 네덜란드 로테르담에서 열린 세계 유도 선수권 대회이다.

## 메달 집계
| 순위 | 국가                   | 금메달 | 은메달 | 동메달 | 합계 |
| ---- | ---------------------- | ------ | ------ | ------ | ---- |
| 1    | 일본                   | 3      | 1      | 3      | 7    |
| 2    | 대한민국               | 2      | 0      | 3      | 5    |
| 3    | 프랑스                 | 2      | 0      | 1      | 3    |
| 4    | 네덜란드               | 1      | 2      | 0      | 3    |
| 5    | 러시아                 | 1      | 1      | 1      | 3    |
| 6    | 우크라이나             | 1      | 1      | 0      | 2    |
| 7    | 중화인민공화국         | 1      | 0      | 1      | 2    |
| 8    | 몽골                   | 1      | 0      | 0      | 1    |
| 8    | 콜롬비아               | 1      | 0      | 0      | 1    |
| 8    | 카자흐스탄             | 1      | 0      | 0      | 1    |
| 11   | 쿠바                   | 0      | 2      | 1      | 3    |
| 11   | 스페인                 | 0      | 2      | 1      | 3    |
| 13   | 헝가리                 | 0      | 1      | 2      | 3    |
| 14   | 포르투갈               | 0      | 1      | 0      | 1    |
| 14   | 조선민주주의인민공화국 | 0      | 1      | 0      | 1    |
| 14   | 영국                   | 0      | 1      | 0      | 1    |
| 14   | 벨라루스               | 0      | 1      | 0      | 1    |
| 18   | 독일                   | 0      | 0      | 4      | 4    |
| 19   | 우즈베키스탄           | 0      | 0      | 2      | 2    |
| 19   | 이집트                 | 0      | 0      | 2      | 2    |
| 21   | 아제르바이잔           | 0      | 0      | 1      | 1    |
| 21   | 벨기에                 | 0      | 0      | 1      | 1    |
| 21   | 이스라엘               | 0      | 0      | 1      | 1    |
| 21   | 리투아니아             | 0      | 0      | 1      | 1    |
| 21   | 이탈리아               | 0      | 0      | 1      | 1    |
| 21   | 튀니지                 | 0      | 0      | 1      | 1    |
| 21   | 아르메니아             | 0      | 0      | 1      | 1    |
| 합계 | 합계                   | 14     | 14     | 28     | 56   |

## 경기 결과

### 남자
| 체급                     | 금                           | 은                            | 동                               |
| 엑스트라라이트급 (-60kg) | 헤오르히 잔타라야 우크라이나 | 히라오카 히로아키 일본        | 호바네스 다브탼 아르메니아       |
| 엑스트라라이트급 (-60kg) | 헤오르히 잔타라야 우크라이나 | 히라오카 히로아키 일본        | 엘리오 베르데 이탈리아           |
| 하프라이트급 (-66kg)     | 하시바타링 차강바타르 몽골   | 수고이 우리아르테 스페인      | 운그바리 미클로시 헝가리         |
| 하프라이트급 (-66kg)     | 하시바타링 차강바타르 몽골   | 수고이 우리아르테 스페인      | 안정환 대한민국                  |
| 라이트급 (-73kg)         | 왕기춘 대한민국              | 김철수 조선민주주의인민공화국 | 디르크 판 티헐트 벨기에          |
| 라이트급 (-73kg)         | 왕기춘 대한민국              | 김철수 조선민주주의인민공화국 | 만수르 이사예프 러시아           |
| 하프미들급 (-81kg)       | 이반 니폰토프 러시아         | 샤르헤이 슌지카우 벨라루스    | 올레 비쇼프 독일                 |
| 하프미들급 (-81kg)       | 이반 니폰토프 러시아         | 샤르헤이 슌지카우 벨라루스    | 김재범 대한민국                  |
| 미들급 (-90kg)           | 이규원 대한민국              | 키릴 데니소프 러시아          | 히샴 미스바 이집트               |
| 미들급 (-90kg)           | 이규원 대한민국              | 키릴 데니소프 러시아          | 딜쇼트 초리예프 우즈베키스탄     |
| 하프헤비급 (-100kg)      | 막심 라코프 카자흐스탄       | 헹크 흐롤 네덜란드            | 라마단 다르위시 이집트           |
| 하프헤비급 (-100kg)      | 막심 라코프 카자흐스탄       | 헹크 흐롤 네덜란드            | 아나이 다카마사 일본             |
| 헤비급 (+100kg)          | 테디 리네르 프랑스           | 오스카르 브라이손 쿠바        | 아브둘로 탄그리예프 우즈베키스탄 |
| 헤비급 (+100kg)          | 테디 리네르 프랑스           | 오스카르 브라이손 쿠바        | 마류스 파슈케비추스 리투아니아   |

### 여자
| 체급                     | 금                           | 은                             | 동                             |
| 엑스트라라이트급 (-48kg) | 후쿠미 도모코 일본           | 오이아나 블랑코 스페인         | 정정연 대한민국                |
| 엑스트라라이트급 (-48kg) | 후쿠미 도모코 일본           | 오이아나 블랑코 스페인         | 프레데리크 조시네 프랑스       |
| 하프라이트급 (-52kg)     | 나카무라 미사토 일본         | 야네트 베르모이 쿠바           | 아나 카라스코사 스페인         |
| 하프라이트급 (-52kg)     | 나카무라 미사토 일본         | 야네트 베르모이 쿠바           | 로미 타랑굴 독일               |
| 라이트급 (-57kg)         | 모르간 리부 프랑스           | 텔마 몬테이루 포르투갈         | 키파얘트 가스모바 아제르바이잔 |
| 라이트급 (-57kg)         | 모르간 리부 프랑스           | 텔마 몬테이루 포르투갈         | 커러커시 헤드비그 헝가리       |
| 하프미들급 (-63kg)       | 우에노 요시에 일본           | 엘리사벗 빌레보르드서 네덜란드 | 클라우디아 말찬 독일           |
| 하프미들급 (-63kg)       | 우에노 요시에 일본           | 엘리사벗 빌레보르드서 네덜란드 | 알리스 슐레징게르 이스라엘     |
| 미들급 (-70kg)           | 유리 알베아르 콜롬비아       | 메사로시 어네트 헝가리         | 와타나베 미나 일본             |
| 미들급 (-70kg)           | 유리 알베아르 콜롬비아       | 메사로시 어네트 헝가리         | 후다 밀레드 튀니지             |
| 하프헤비급 (-78kg)       | 마르힌더 페르커르크 네덜란드 | 마리나 프리셰파 우크라이나     | 카리나 브라이언트 영국         |
| 하프헤비급 (-78kg)       | 마르힌더 페르커르크 네덜란드 | 마리나 프리셰파 우크라이나     | 쑨이 중화인민공화국            |
| 헤비급 (+78kg)           | 퉁원 중화인민공화국          | 카리나 브라이언트 영국         | 이달리스 오르티스 쿠바         |
| 헤비급 (+78kg)           | 퉁원 중화인민공화국          | 카리나 브라이언트 영국         | 쓰카다 마키 일본               |

## 같이 보기
- 2008년 하계 올림픽 유도